# ドヴォーセ夫人の肖像
『ドヴォーセ夫人の肖像』（ドヴォーセふじんのしょうぞう、仏: Portrait de madame Duvaucey, 英: Portrait of Madame Duvaucey）は、フランス新古典主義の巨匠ドミニク・アングルがローマ留学時代の1807年に制作した肖像画である。油彩。ローマ留学時代に最初に描かれた女性肖像画で、様式化された幾何学的構図の美しさと宝飾やシルクのストールの見事な写実性のために、アングルを代表する女性肖像画の1つとされている。1833年のサロンおよび1855年の万国博覧会に出品された。現在はシャンティイのコンデ美術館に所蔵されており、「アングルのモナ・リザ」（Joconde d’Ingres）の愛称で呼ばれている。『デュヴォーセ夫人』『デュヴォセ夫人』とも。

## 人物
南イタリアのナポリに生まれたアンナ・アントニア・デ・ニッティス（Anna Antonia de Nittis）は、歩兵大尉シャルル・ルイ・ドヴォーセ（Charles-Louis Duvaucey）と結婚した。後に未亡人となった彼女は1802年あるいは1803年に当時フランス大使であったシャルル・ジャン・マリー・アルキエ男爵（1755年-1826年）の愛人になった。アルキエはローマ教皇庁のフランス大使に任命され、1806年4月にローマに向けてナポリを発った。ドヴォーセ夫人は生涯彼に忠実であり続け、その後アルキエを追いかけてストックホルム、そしてコペンハーゲンへと赴いた。2人はアルキエの妻フランソワ・エミリー・ジルベール・ド・グールヴィユ（Françoise Émilie Gilbert de Gourville）の死後、1824年に結婚した。小説家スタンダールは「Mme de Vaussay」に触発されて、ローマのフランス大使と彼の正妻が登場する未完の短編小説『社会的地位』（Une position sociale）を書いている。

## 作品

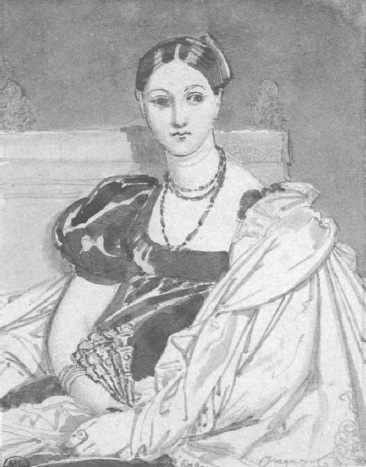
『ドヴォーセ夫人の肖像』の準備素描。ルーヴル美術館所蔵。

アンナ・アントニアナは正面を向いて置かれた赤い背もたれの大きな肘掛け椅子に、斜めの角度で鑑賞者の側を向いて座っている。彼女は髪を等しく2つに分け、短いパフスリーブの黒いドレスを着て、口の端にわずかな笑みをのせて微笑んでいる。黒いドレスは流行のエンパイアラインに合わせて胸の下を締め、残りの部分はゆったりとしている。アンナ・アントニアナは赤い模様の刺繍が施された黄土色の大きなシルクのストールを左肩にかけて腕全体を包んでいる。またネックレス、ブレスレット、2つの指輪といった種々の宝飾を身に着け、両手を膝の上に置き、右手に少し開いた扇子を持っている。若いアングルは肖像画がその人の社会的状況を示すという主要な機能を持つことをよく理解している。肖像画の中のアンナ・アントニアナは控え目ながらも東方の高価な織物の良さを理解し、流行を追う裕福な女性であることを示している。サインは画面右下に「J. INGRES, ROM. 1807」と記入されている。
アングルは『アキレウスの陣営を訪れるアガメムノンの使者たち』（Les ambassadeurs d Agamemnon dans la tente d Achille）でローマ賞を受賞し、ローマのフランス・アカデミーに留学した。1806年10月にローマに到着したアングルは1807年に休暇を過ごしていたローマアペニンでアルキエとアンナ・アントニアナに出会い、注文を受けて彼女の肖像画を制作した。
アングルは女性像を二等辺三角形の形に描くことで安定性と記念碑性を与えている。しかしその安定性は、腕、袖、ネックライン、顔の楕円形、首、肘掛け椅子の背もたれなどの曲線によって緩和されている。構図はこれらの曲線によって構成されており、肖像画に大きな統一性と、調和、柔らかさを与えている。顔の対称性は等しく分けられて顔を縁取る髪型によって強調されている。わずかな笑みが唇に生気を与え、黒い瞳は鑑賞者の空間を固定し、表現に強さを与えている。アングルはコントラストと光の遊びを利用して若い女性の顔を強調している。
アングルは人物の心理的側面と理想的な美しさを表現するためにしばしば解剖学的な正確さから逸脱した。本作品においてアングルは立体感の表現と選択可能な色彩を減らすことで線と輪郭の正確さを強調する一方、より調和のとれた女性像とするためにアンナ・アントニアナの肩の線と椅子の背もたれの曲線を重ね、右腕に丸みを与え、左腕を長く引き伸ばしている。

## 来歴
アングルはこの肖像画を制作から26年後の1833年のサロンに『ルイ＝フランソワ・ベルタン氏の肖像』（Portrait de Monsieur Bertin, 1832年）とともに出品し、さらに1855年の万国博覧会に出品する作品の1つに本作品を加えた。評論家テオフィル・ゴーティエは肖像画の美しさと謎めいた笑顔を称賛した。
ドヴォーセ夫人は長年にわたって肖像画を所有していたが、晩年になって経済的な事情から肖像画を手放さなければならなかった。美術コレクターでありルーヴル美術館のキュレーターであったフレデリック・ レゼはこの絵画をドヴォーセ夫人の年金のために購入した。その後、フレデリック・レゼは1879年4月28日にオテル・ドゥルオーで肖像画をオマール公爵アンリ・ドルレアンに売却。1886年、アンリ・ドルレアンは肖像画の用益権を条件に寄贈した。
肖像画は2022年に修復を受けたのち、2023年夏にコンデ美術館で開催された展覧会「アングル 芸術家と彼の王子たち」（Ingres. L'artiste et ses princes）で展示された。

## ヴァリアント
1833年、アングルはアリ・シェフェールのために複製を制作した。現在はバイヨンヌのボナ美術館に所蔵されている。ルーヴル美術館に所蔵されている素描は貿易商であったルイ＝ジョセフ＝オーギュスト・クータン（Luis-Joseph-Augute Coutan）のコレクションに由来する。コレクションは彼の妻の一族によって保管されたのち、1883年にルーヴル美術館に寄贈された。

## ギャラリー
コンデ美術館には本作品の他に以下のアングルの作品が所蔵されている。

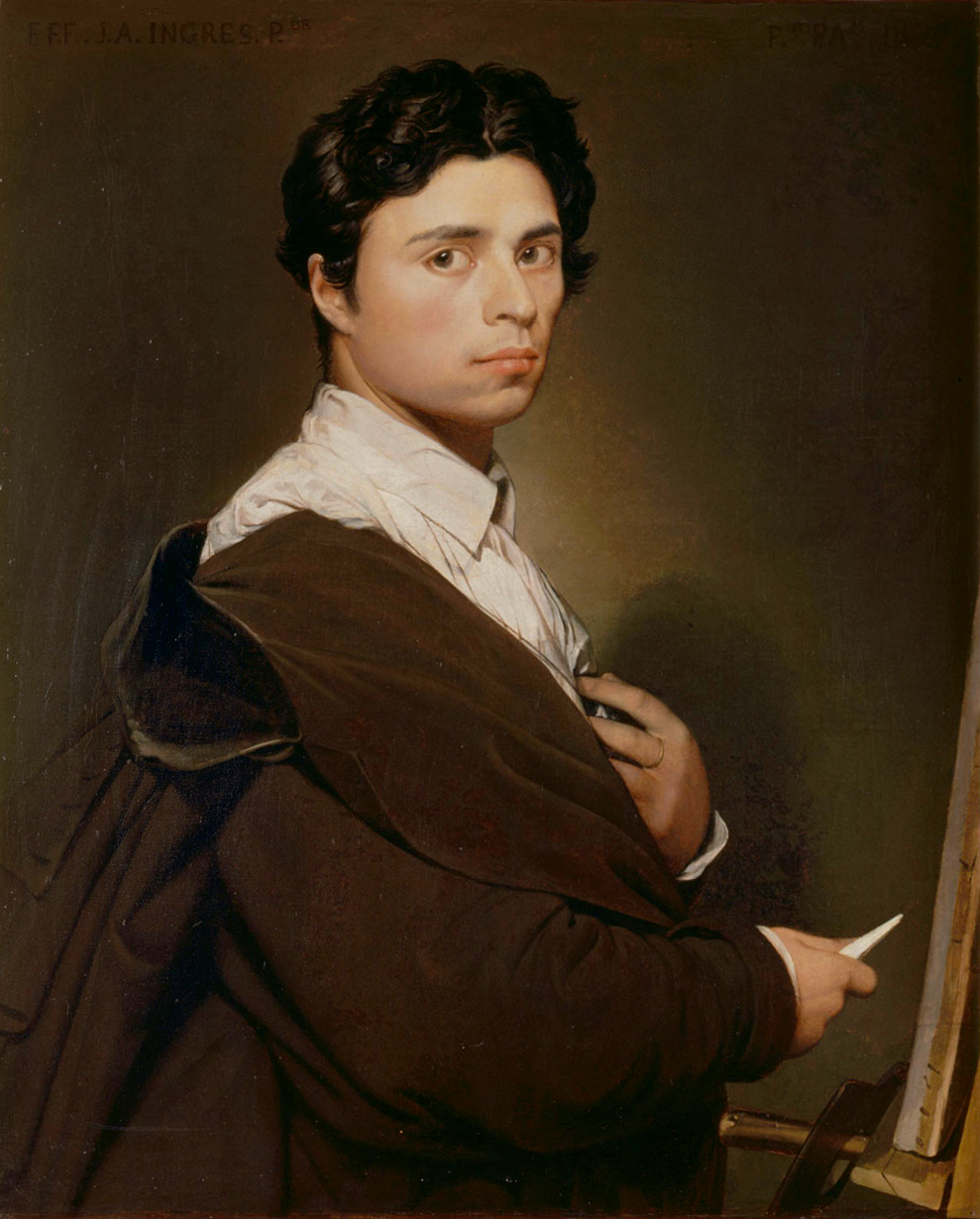
『24歳の自画像』1804年
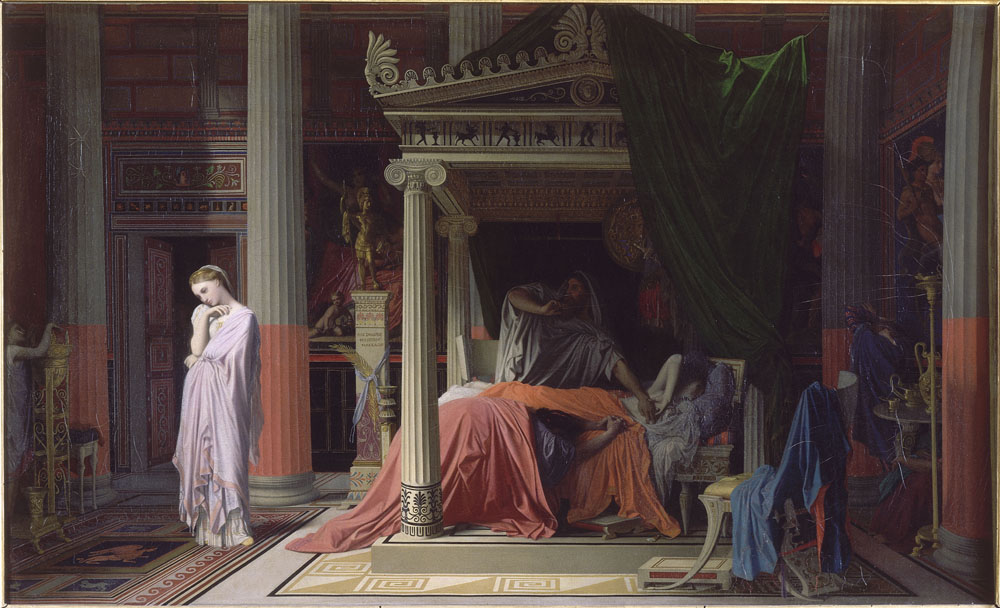
『アンティオコスとストラトニケ』1840年
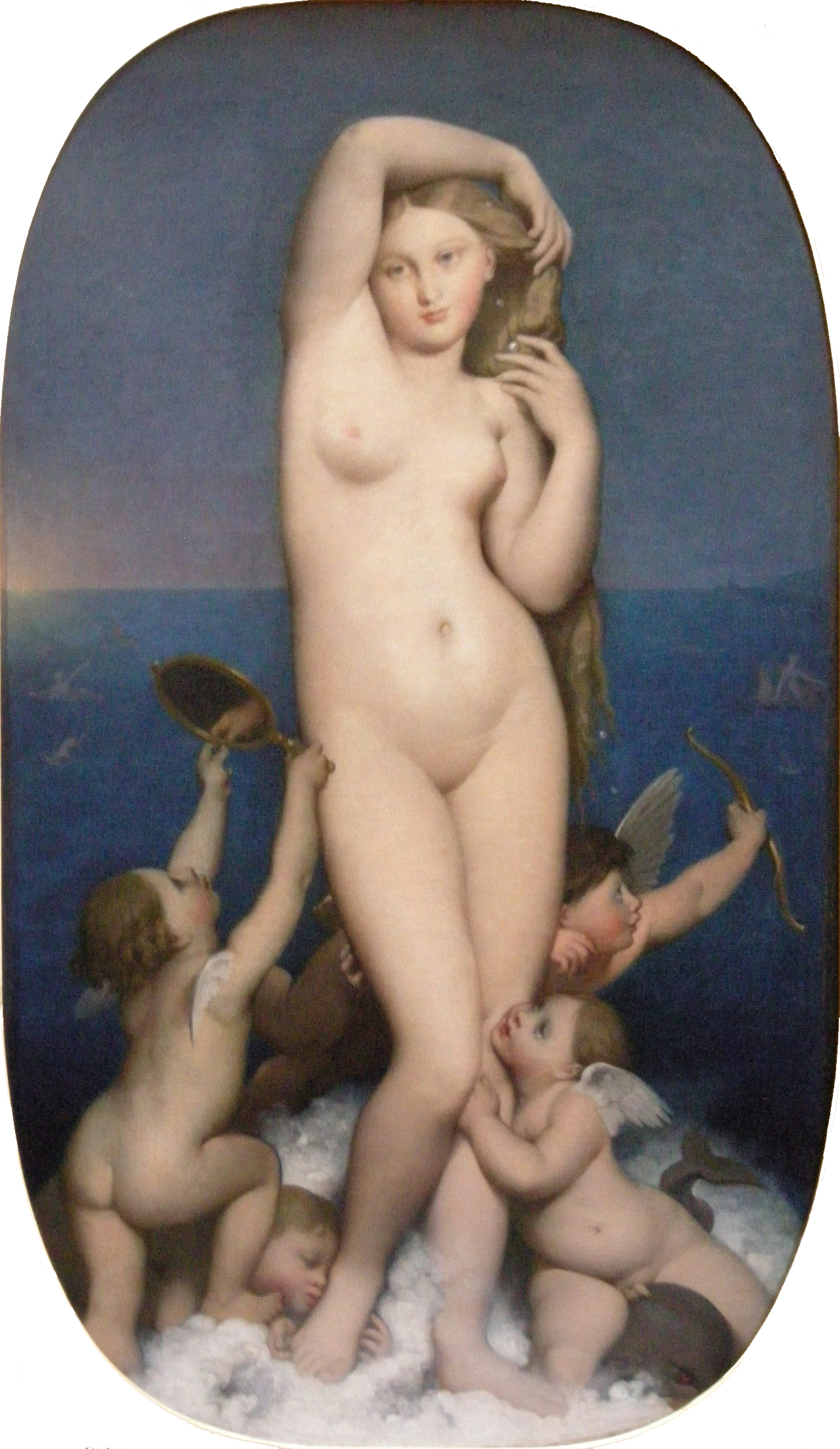
『海から上がるヴィーナス』1808年-1848年
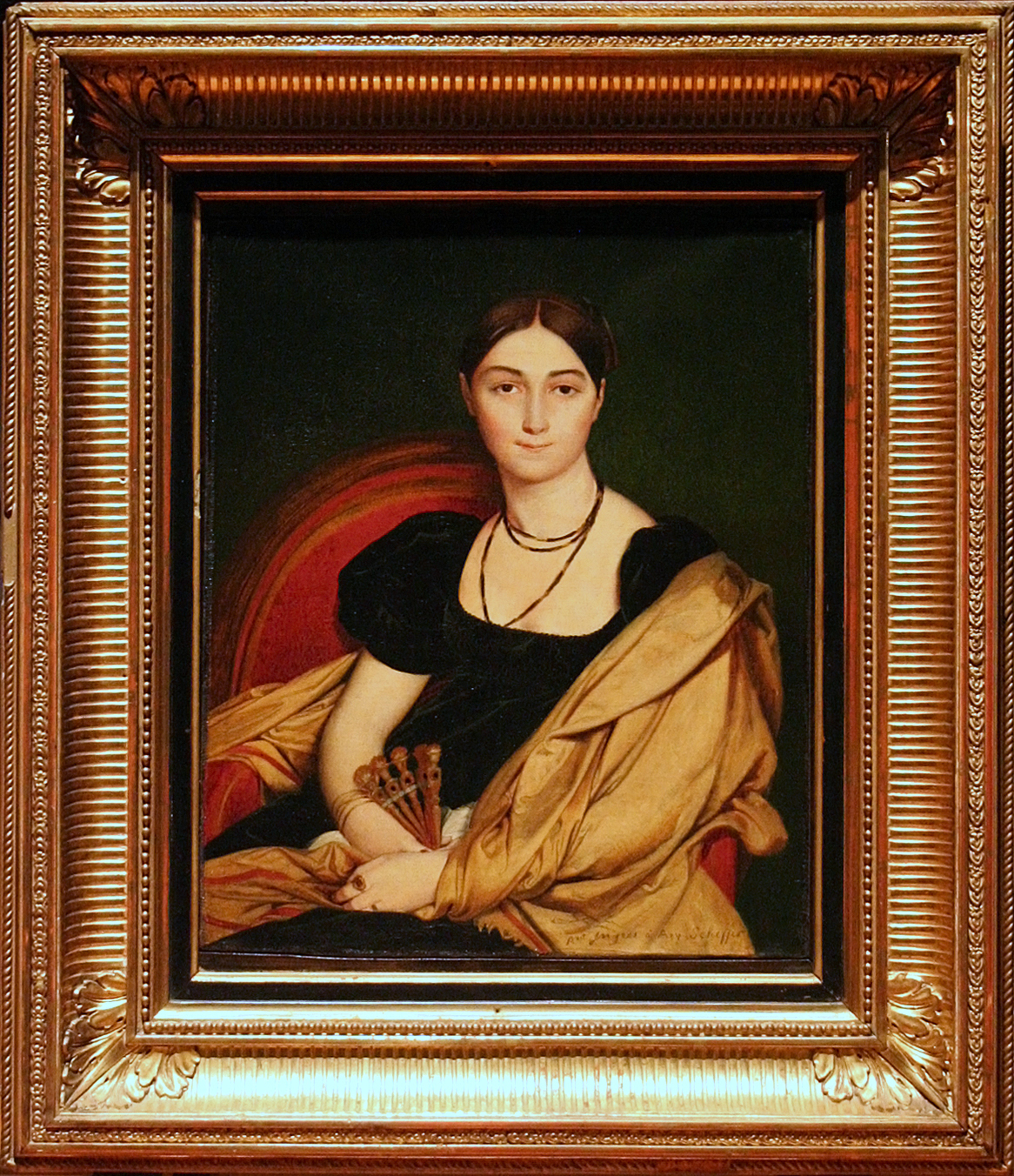
『ドヴォーセ夫人の肖像』1807年 ボナ美術館所蔵